# Carabus hendrichsi
Carabus hendrichsi is een keversoort uit de familie van de loopkevers (Carabidae). De wetenschappelijke naam van de soort is voor het eerst geldig gepubliceerd in 1967 door Bolivar y Pieltain, Rotger & Coronado.